# Traganek gumodajny
Traganek gumodajny (Astracantha gummifera (Boiss.) Podl. – gatunek roślin z rodziny bobowatych (Fabaceae). Nazwa naukowa według The Plant List, w innych ujęciach taksonomicznych gatunek ten zaliczany jest do rodzaju traganek (Astragalus).

## Morfologia i biologia
Niewielki krzew o wysokości do 40 cm. Rośnie na półwyspie półwyspie Synaj na suchych zboczach gór oraz na północ od Synaju, na wysokości 1200–2100 m. Jest przystosowany do warunków pustynnych. W czasie pory suchej traci liście, ale pozostają po nich osadki o długości 4–6 cm. Przypominają kolce, są ostro zakończone i twarde, skutecznie odstraszając zwierzęta roślinożerne przed zjadaniem pędów. Ponadto roślina ta w korzeniach gromadzi płynną, gumowatą substancję z ziarenkami o średnicy 2–10 mm.

## Znaczenie
- Gumowatą substancję  wydziela  w okresie od czerwca do nadejścia pory deszczowej. Jest to tzw. tragakanta (guma tragankowa).  Po głębokim, podłużnym nacięciu korzenia wycieka z niego. Początkowo jest ciekła, ale po jednym lub kilku dniach twardnieje. Jest jadalna.  Używana jest  przy produkcji kremów i w przemyśle spożywczym.
- Guma tragankowa znana była już w czasach biblijnych. Według badaczy roślin biblijnych gatunki Astracantha bethlehemitica i Astracantha gummifera to rośliny dwukrotnie wymienione w biblijnej Księdze Rodzaju jako wonne korzenie. Znajdują się w darach niesionych przez braci Józefa do Egiptu (Rdz 37,25; 43,11) i obydwa występowały w Palestynie w czasach biblijnych[5].
- Duże zapotrzebowanie na gumę tragankową sprawiło, że traganki na Bliskim Wschodzie zostały silnie przetrzebione i obecnie podlegają prawnej ochronie[5].